# Gravy Train!!!!
Ne doit pas être confondu avec Gravy Train.
Gravy Train!!!! est un groupe originaire d'Oakland (Californie) qui se produit sur scène depuis 2001. Il est formé de deux membres féminins (Chunx et Funx), et de deux membres masculins (Hunx et Junx, ce dernier remplaçant une ancienne membre nommée Drunx).
Leurs thèmes de prédilection sont la nourriture des chaînes de restauration rapide et la sexualité. Musicalement, leur style est difficilement définissable ; on peut néanmoins indiquer qu'il relève d'une esthétique amateur et camp, et que les morceaux sont interprétés au clavier.
John Waters et The B-52's font partie de leurs influences majeures, et ce sont de grands amis du groupe VIP (issu de la côte Est américaine, interprétant du rap gay) avec lesquels ils partagent un goût prononcé pour le trash ainsi qu'une propension à transformer les situations les plus scabreuses et/ou inintéressantes à certains moments.

## Discographie
- 2003 Hello Doctor (Kill Rock Stars)
- 2005 Are You Wigglin (Kill Rock Stars)
- 2008 All The Sweet Stuff (Kill Rock Stars)

### DVD
- 2004 Stame the Batch (Tiny Sensational / Retard Disco)